# 多良岳広域農道
多良岳広域農道（たらだけこういきのうどう）は、佐賀県鹿島市から藤津郡太良町に至る広域農道である。通称多良岳オレンジ海道。

## 概要
鹿島市浜町から藤津郡太良町大字大浦に至る。国道207号から長崎県境までの多良岳の裾野を横断する。県境で長崎県の多良岳南部広域農道（通称：多良岳レインボーロード）に接続する。

### 路線データ
- 起点：佐賀県鹿島市浜町（湯の峰交差点、国道207号鹿島バイパス交点）
- 終点：佐賀県藤津郡太良町大字大浦（佐賀・長崎県境、多良岳南部広域農道終点）
- 総延長：17.4 km[1]

## 歴史
- 2011年（平成23年）3月5日 - 開通[1]。
- 2020年（令和2年）7月6日 - 令和2年7月豪雨災害により、太良町長川原地区において土砂崩れが発生。多良岳公園線交点の川原（こうばる）交差点から大浦方面が全面通行止めとなったが、復旧し9月11日に解除されている[2][3]。

## 路線状況

### 道路施設

#### 橋梁
- 西葉大橋（以下鹿島市）
- 西母大橋
- 恵能大橋
- 源太郎大橋
- 音成大橋
- 龍宿浦新橋
- 百合野大橋
- 百合野2号橋
- 藤内新橋
- 伊福大橋（以下太良町）
- 江岡橋
- 中路橋
- 糸岐大橋
- 嘉瀬ノ坂橋
- 御手水橋
- 田古里川橋

#### トンネル
起点から
- 太良第一トンネル、太良町
- 太良第二トンネル、太良町

## 地理

### 通過する自治体
- 鹿島市
- 藤津郡太良町

### 交差する道路
| 交差する道路                                | 市町村名 | 市町村名 | 交差する場所 | 交差する場所           |
| ------------------------------------------- | -------- | -------- | ------------ | ---------------------- |
| 国道207号 / 鹿島バイパス                    | 鹿島市   | 鹿島市   | 浜町         | 湯の峰交差点 / 起点    |
| 佐賀県道252号多良岳公園線                   | 藤津郡   | 太良町   | 大字多良     | 川原（こうばる）交差点 |
| 多良岳南部広域農道 / 多良岳レインボーロード | 藤津郡   | 太良町   | 大字大浦     | 終点                   |

### 沿線
- 多良岳